# 이희 묘역
이희 묘역은 강원특별자치도 원주시 지정면 간현리에 있다. 2016년 11월 5일 원주시의 향토문화유산 제2016-2호로 지정되었다.

## 지정 사유
이희는 원주한산 이씨를 대표하는 현인이며 강원관찰사, 이조판서, 예조판서를 지냈다. 지정면 간현에 있는 묘역에는 묘비와 상석, 동자상.망주석.문인석 각 2기가 균형있게 배치되어 있다.